# District de Hubin
Le district de Hubin (湖滨区 ; pinyin : Húbīn Qū) est une subdivision administrative de la province du Henan en Chine. Il est placé sous la juridiction de la ville-préfecture de Sanmenxia.